# Kalkfeld
Kalkfeld este un oraș din Namibia.